# Daszdawaagijn Amartüwszin
Daszdawaagijn Amartüwszin (mong. Дашдаваагийн Амартүвшин; ur. 15 grudnia 1987) – mongolski judoka, wicemistrz świata, mistrz Mongolii. 
Startuje w kategorii wagowej do 60 kg. Wicemistrz świata z Rio de Janeiro z 2013 roku. Mistrz Mongolii (2010).